# Laguna Concepción (Bolivien)
Die Laguna Concepción ist ein See im Departamento Santa Cruz in der Provinz Chiquitos. Der See liegt im nördlichen Teil der Llanos de Chiquitos. Der See ist tektonisch entstanden.

## Geographie
Der See liegt in der Nähe der Serranía Chiquitana in einer Höhe von 248 m über dem Meeresspiegel. Er hat eine Ausdehnung von 27 Kilometern in der Länge und 10 Kilometern in der Breite. Die Gesamtfläche des Sees schwankt jahreszeitbedingt zwischen 58 und 200 km². Der Grund des Sees besteht aus weißem Sand und er ist umschlossen von Feuchtgebieten, bestehend aus flachem Gelände, bewachsen mit Wäldern oder Gestrüpp.

## Hydrologie
Der Hauptzufluss im Süden des Sees erhält sein Wasser aus den fernen Anden über den Río Parapetí und seine Fortsetzung, den Río Quimome; nach Nordosten fließt das Wasser über den Río San Julián ab. Der See gehört zum Einzugsgebiet des Amazonas.